# Gabriel Bunge

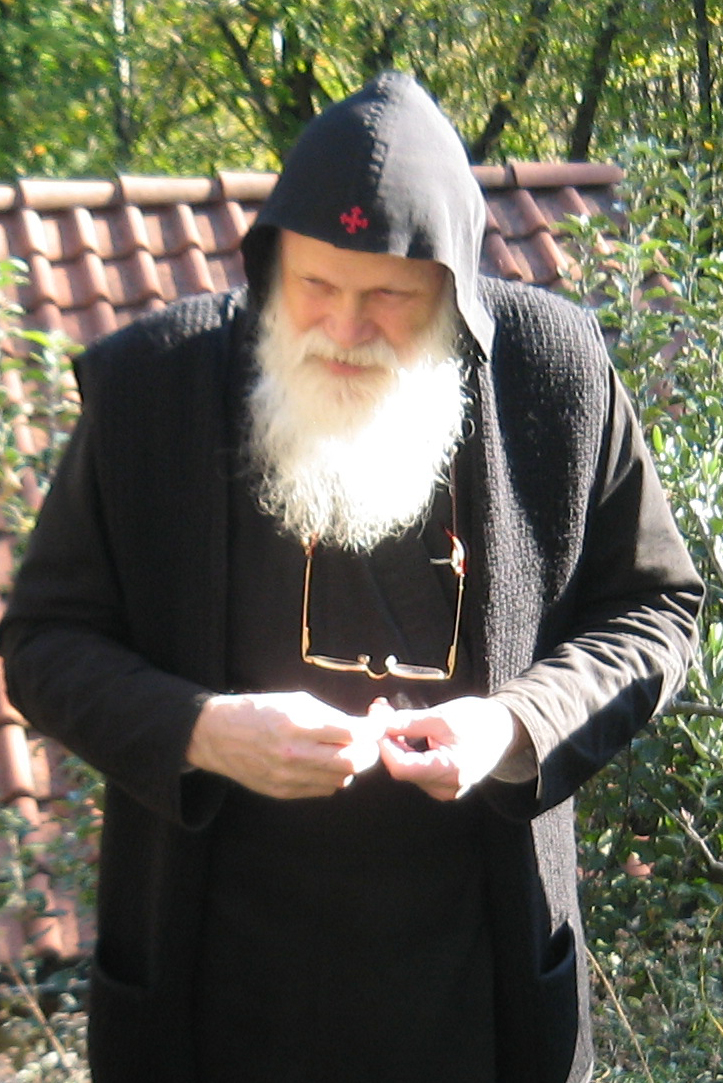
Gabriel Bunge (2007)

Gabriel Bunge (* 31. Oktober 1940 in Köln; weltlicher Name Jochen Bunge) ist ein orthodoxer Priestermönch, Theologe, Patristiker und Schema-Archimandrit. Er hat zahlreiche Publikationen zu den Wüstenvätern und insbesondere Euagrios Pontikos verfasst, zu dessen Werk er verschiedene Übersetzungen ins Deutsche anfertigte und als dessen bedeutendster Kenner im deutschsprachigen Raum er gilt.

## Leben
Gabriel Bunge wurde 1940 als Sohn eines Lutheraners und einer Katholikin geboren und katholisch getauft. Er studierte Theologie und Philosophie in Bonn, wo er auch promovierte. Mit 22 Jahren trat er in die Benediktiner-Abtei Chevetogne (Belgien) ein, wo er folgend 18 Jahre lang blieb. Im Jahr 1972 wurde er zum Priester geweiht. Seit 1980 lebt er in der Schweiz als Eremit, in der Eremo St. Croce (Roveredo, heute Capriasca). Am 9. September 2010 (jul. 27. August 2010) wurde er in die Russische Orthodoxe Kirche aufgenommen. Im darauffolgenden Jahr erhielt er das große Schema, ein Jahr später den Titel eines Archimandriten. Seine Arbeiten wurden unter anderem ins Englische, Französische, Rumänische, Italienische, Spanische, Polnische, Ungarische und Russische übersetzt.
Er erhielt die Ehrendoktorwürde der Theologischen Fakultät Bern.

## Veröffentlichungen (Auswahl)
- Untersuchungen zum zweiten Makkabäerbuch: Quellenkritische, literarische, chronologische und historische Untersuchungen zum 2. Makkabäerbuch als Quelle syrisch-palästinensischer Geschichte im 2. Jh. v. Chr. Dissertation., Bonn 1971.
- Akedia: die geistliche Lehre des Evagrios Pontikos vom Überdruß. Luthe, Köln 1983.
- Geistliche Vaterschaft. Christl. Gnosis bei Evagrios Pontikos. Pustet, Regensburg 1988, ISBN 3-7917-1205-5.
- Der andere Paraklet. Die Ikone der Heiligen Dreifaltigkeit des Malermönchs Andrej Rubljov. Verlag „Der Christliche Osten“, Würzburg 1994, ISBN 978-3-927894-13-6.
- Irdene Gefäße. Die Praxis des persönlichen Gebetes nach der Überlieferung der heiligen Väter. Verl. „Der Christliche Osten“, Würzburg 1996, ISBN 9783927894228.
- Auf den Spuren der heiligen Väter. Erneuerung des abendländischen Mönchtums aus Geist und Buchstabe der Regula Benedicti. Beuroner Kunstverl., Beuron 2006, ISBN 978-3-87071-136-8.
- Gastrimargia. Wissen und Lehre der Wüstenväter von Essen und Fasten; dargestellt anhand der Schriften des Evagrios Pontikos. Lit, Berlin 2012, ISBN 978-3-643-10782-4.